# Горюни
Горюните (на украински: горюни) са слабо документирана етническа група от източни славяни, живееща около Путивъл, дн. Сумска област в Североизточна Украйна, в миналото Курска губерния на Руската империя. Диалектът на руския език, говорен от горюните, има някои характеристики на беларуски и украински.
Горюните се считат за малък субетнос на руснаците, но все пак се различават както от руснаците, така и от украинците, живеещи в същия регион.
Хрониките за първи път споменават горюнски села през XVI век, малко след анексирането на региона от Великото московско княжество. От това беларуският учен Фиодар Климчук заключава, че горюните може да са живели в района преди 1500 г.
Съществуват различни хипотези относно произхода на горюните. Джеймс Стюарт Олсън ги описва като украинизирана подгрупа на полехите. Според Фьодар Климчук горюните може да са потомци на местни северяни или да са от смесен северско-радимически произход, или техните северски предци да са се преместили на северозапад и след това да са се върнали. Някои изследователи смятат, че горюните са автохтонни за региона и са свързани с местното раннославянско население; според други те произлизат от мигранти от днешна Беларус, смесени с местното население.
Горюните са известни с уникалния си стил на полифонично пеене. През 2017 г. в село Нова Слобода е открит музей на горюнската култура, експозицията на който пресъздава владението на горюните от края на XIX – началото на ХХ век.